# Spyker C8
Spyker C8 — спортивный автомобиль нидерландской компании Spyker Cars.

## Характеристики
C8 Spyker оснащался двигателем Audi V8 объёмом 4.2 литра мощностью 400 л.с. (290 кВт), позволяющим развивать 300 км/ч. На C8 Spyker T устанавливался более мощный двигатель Audi 4.2 с двумя турбинами, мощностью 525 л.с. (386 кВт) и максимальной скоростью 320 км/ч. Отличительной чертой C8 Laviolette был двигатель мощностью 400 л.с.  (290 кВт) и стеклянная крыша. C8 Double 12R — модификация, созданная специально для участия в гонке 24 часа Ле-Мана, также использовала двигатель Audi V8 мощностью 480 л.с. (353 кВт), а для её дорожной версии C8 Double 12S в качестве опции предлагали двигатель мощностью 600 л.с. (440 кВт) вместо 400 л.с. (290 кВт) от C8 Spyker. Обе версии Double 12 (и дорожная и гоночная) отличались от C8 Spyker увеличенными колёсной базой и топливным баком (с 75 до 100 литров). GT2-R — новейшая гоночная модификация с двигателем 400 л.с. (290 кВт) и открытым верхом (защищенным трубчатым каркасом). C8 Preliator был официально представлен в 2016 году на Женевском автосалоне. Только 50 автомобилей будет выпущено. Автомобиль оснащен двигателем Audi 4.2L V8 с наддувом, мощностью 525 л.с., обеспечивающим разгон 0-100 км/ч за 3,7 секунды и максимальную скорость 322 км/ч.

## Модификации
Существуют такие модификации автомобиля Spyker C8:

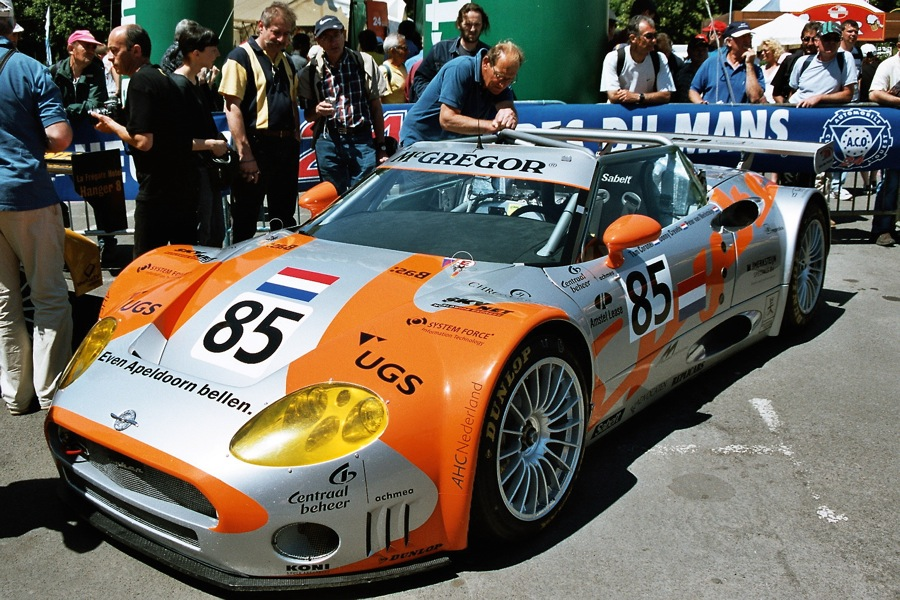
C8 Spyder GT2-R в 2006 году на гонках 24 часа Ле-Мана

- Spyder
- Spyder T
- Spyder SWB
- Laviolette
- Laviolette LM85
- Double 12S
- Double 12R
- Spyder GT2-R
- Preliator